# Österrikes Grand Prix 1964
Österrikes Grand Prix 1964 var det sjunde av tio lopp ingående i formel 1-VM 1964. Detta var det första VM-loppet i Österrike.

## Resultat
1. Lorenzo Bandini, Ferrari, 9 poäng
2. Richie Ginther, BRM, 6
3. Bob Anderson, DW Racing Enterprises (Brabham-Climax), 4
4. Tony Maggs, Scuderia Centro Sud (BRM), 3
5. Innes Ireland, BRP-BRM, 2
6. Joakim Bonnier, R R C Walker (Brabham-Climax), 1
7. Giancarlo Baghetti, Scuderia Centro Sud (BRM)
8. Mike Hailwood, Reg Parnell (Lotus-BRM)
9. Jack Brabham, Brabham-Climax

### Förare som bröt loppet
- Jochen Rindt, R R C Walker (Brabham-BRM) (varv 58, styrning)
- Phil Hill, Cooper-Climax (58, olycka)
- Dan Gurney, Brabham-Climax (47, upphängning)
- Bruce McLaren, Cooper-Climax (43, motor)
- Mike Spence, Lotus-Climax (41, bakaxel)
- Jim Clark, Lotus-Climax (40, bakaxel)
- Trevor Taylor, BRP-BRM (21, upphängning)
- Jo Siffert, Siffert Racing Team (Brabham-BRM) (18, olycka)
- John Surtees, Ferrari (9, upphängning)
- Chris Amon, Reg Parnell (Lotus-Climax) (7, motor)
- Graham Hill, BRM (5, fördelare)